# American Football Verband Sachsen
Der American Football Verband Sachsen (AFVS) ist ein Sportverband für American Football, Cheerleading, Flag Football und Australian Rules Football mit Sitz in Dresden. Er wurde am 16. April 2005 gegründet und ist Mitglied im Landessportbund Sachsen.
Gründungspräsident ist Christian Piwarz, von 2017 bis 2024 sächsischer Kultusminister und seit Dezember 2024 sächsischer Finanzminister.
Vor Gründung des AFVS wurden die sächsischen Football- und Cheerleadingvereine von 1990 bis 2000 vom Footballverband Berlin/Brandenburg und anschließend vom bayrischen Verband betreut.
Der AFVS bildet im American Football im Verbund mit den Verbänden Sachsen-Anhalts und Thüringens eine Oberliga sowie mit den genannten, Berlin-Brandenburg und Mecklenburg-Vorpommern eine Regionalliga.

## Vereine
Der Verband umfasst mehr als 20 Vereine mit mehr als 1000 Mitgliedern.
Mitgliedsvereine sind unter anderem:
- Chemnitz Crusaders
- Dresden Monarchs
- Erzgebirge Miners
- Freiberg Phantoms
- Görlitz Grizzlies
- Husaren Großenhain
- Leipzig Hawks
- Leipzig Lions
- Rugby Cricket Dresden
- Suburbian Foxes Radebeul
- Vogtland Rebels

### Erfolge
- Deutscher Meister (Herren-Tackle): Dresden Monarchs (1×)
- Deutscher Meister (Flag Football): Dresden Royal Guards/Monarchs Senior Flag (4×)

## Landesjugendauswahl
Der AFVS bildet zusammen mit dem AFCV Thüringen und dem AFV Sachsen-Anhalt die Jugendauswahlmannschaft Saxony Knights. Dabei handelt es sich um eine Auswahlmannschaft für Spieler im Alter U18, die regelmäßig neu angepasst wird um am jährlich stattfindenden Jugendländerturnier teilzunehmen. Zuletzt nahmen die Knights 2021 am JLT teil, welches aufgrund der Covid-19-Pandemie in kleinerem Umfang mit nur drei Mannschaften stattfand. Mit dem zweiten Platz beendeten die Knights ihr bisher erfolgreichstes Turnier.
Optisch treten die Knights in den sächsischen Landesfarben mit weißen Jerseys und Hosen auf, wobei die Nummern, Namen und Seiten grün sind.